# 第六十七国立銀行
第六十七国立銀行（だいろくじゅうしちこくりつぎんこう）は、1878年（明治11年）9月19日に山形県田川郡鶴岡町（現：鶴岡市）において開業した国立銀行。荘内銀行の前身行の1つである。
菅実秀ら旧庄内藩士族を中心にして8万円の資本金をもとに設立された。菅は設立に際し、酒田本間家・鶴岡風間家らにも出資を求めた。その後、国立銀行営業満期前特別処分法に基づき、私立銀行の六十七銀行に改組した。1941年（昭和16年）に政府の一県一行主義に基づく銀行統合政策を受け、風間銀行、鶴岡銀行、出羽銀行とともに合併して荘内銀行へ移行した。

## 沿革
- 1878年（明治11年）
  - 9月19日 - 設立（『荘内銀行創業百年史』では8月25日創立総会）
  - 12月1日 - 開業
- 1881年（明治14年）1月1日 - 第百四十国立銀行を合併
- 1890年（明治23年）2月15日 - 酒田町に支店設置[1]
- 1897年（明治30年）4月 - 加茂町に支店設置[2]
- 1898年（明治31年）9月19日 - 六十七銀行に改組
- 1912年（大正元年）10月1日 - 大山町に支店設置[3]
- 1922年（大正11年）9月17日 - 余目町に支店設置[4]
- 1925年（大正14年）8月29日 - 渡前村に支店設置[5]
- 1926年（大正15年）10月25日 - 加茂町の支店が移転[6]
- 1928年（昭和3年）10月19日 - 大山町の支店が移転[7]
- 1941年（昭和16年）4月7日 - 風間銀行、鶴岡銀行、出羽銀行と合併して荘内銀行となる